# 陀螺果栒子
陀螺果栒子（学名：Cotoneaster turbinatus）为蔷薇科栒子属的植物，为中国的特有植物。分布在中国大陆的四川、云南、湖北等地，生长于海拔1,800米至2,700米的地区，多生在江边以及沟谷中，目前已由人工引种栽培。